# HeySpace
HeySpace — це вебдодаток для керування завданнями, заснований у 2018 році компанією Time Solutions. Програма є сумішшю Slack and Trello, що поєднує в собі онлайн-чат з управлінням проєктами.
Time Solutions — системний виробник HeySpace — це ІТ-компанія, розташована у Вроцлаві, заснована у 2009 році Камілом Рудницьким, 21-річним студентом. Основними інвесторами Time Solutions є Asseco Poland та Venture Incubator, які фінансували Time Solutions у 2011 році.

## Історія
HeySpace дебютував 3 травня 2018 року, коли він був офіційно представлений на блозі Time Solutions. До липня 2018 року він використовувався лише самою компанією, і після цієї дати програма була доступною і для решти світу. Інструмент був натхненний внутрішніми потребами компанії для об'єднання функції зв'язку, наданої Slack, з функцією управління завданнями, що пропонується таким додатком, як Trello. Змішування обох функцій в одному інструменті дозволило більшої інтеграції проєктів в рамках компанії.

## Особливості
HeySpace пропонує безліч функцій, метою яких є полегшення співробітництва та спілкування з командою. Перш за все, інструмент надає користувачеві чат-дошку, яку можна розділити на приватні та загальні простори. Цей же розподіл належить до пам'яток із наліпками. Крім того, можна створювати таблиці завдань безпосередньо з розмови.
Користувач HeySpace також може імпортувати свої завдання з поточного програмного забезпечення (наприклад, Asana, Trello, Jira, Todoist або Wrike) за допомогою додатків.
Крім керування завданнями та співпраці, інструмент дає змогу створювати звіти, процентне відстеження, відстеження етапів, відстеження стану, планування проєкту, спільне використання файлів, керування робочими процесами, управління ідеями, управління ресурсами та багато іншого.

## Діяльність
21 серпня 2018 року, після появи на ProductHunt, HeySpace отримав нагороду № 4 Product of the Day. Програма Finances Online отримала нагороди «Great User Experience 2018» та «Rising Star 2018». Крім того, вебдодаток отримав багато позитивних відгуків у всьому світі.